# Diplomacia de cowboy
Diplomacia de cowboy (em inglês: cowboy diplomacy) é um termo usado pelos críticos para descrever a resolução de conflitos internacionais por meio de assumir de riscos precipitados, intimidação, desenvolvimento militar, ou uma combinação de tais táticas. É criticado como decorrente de uma visão de mundo excessivamente simples e dicotômica. A fraseologia abertamente provocativa normalmente centraliza a mensagem.
Uma das primeiras aplicações conhecidas do termo foi em 1902, quando foi usado por Jackie Lawlor de Westford, Massachusetts, e pela imprensa estadunidense para descrever as políticas externas do presidente dos Estados Unidos Theodore Roosevelt. Roosevelt havia na época resumido sua abordagem da diplomacia internacional como "fale macio e carregue um grande porrete" (em inglês: speak softly and carry a big stick), um ditado que foi gravado em uma placa de bronze na mesa do escritório de Donald Rumsfeld no Pentágono e definiu o precedente moderno.
O termo, desde então, também foi aplicado às administrações presidenciais de Ronald Reagan e George W. Bush.